# Darwin Suárez
Darwin Suárez (n. Quito, Ecuador; 17 de enero de 1995) es un futbolista ecuatoriano. Juega de defensa y su equipo actual es Cumbayá Fútbol Club de la Serie A de Ecuador.

## Trayectoria
Darwin Suárez empezó su carrera a los 12 años, en Sociedad Deportiva Aucas, en el año 2006, luego pasó a formar parte de la selección de Pichincha sub-16. Debutó en el fútbol profesional en el 2013, con el Sociedad Deportiva Aucas de Quito, en la Serie B de Ecuador.

### Pachuca
La promesa ecuatoriana, llegó como refuerzo Tuzo para el Torneo Mexicano Apertura 2014. Además de que le tocó adaptarse a una nueva cultura, aprendió a tener un poco más de tranquilidad en el ámbito de tener el balón. Finalmente logró consagrarse campeón en el Torneo Apertura Liga Mx jugando 20 partidos y así mismo quedando subcampeón del Torneo Clausura Liga MX disputando 6 partidos con Pachuca sub-20.

### Aucas
Suárez Vélez, en el año 2009 disputó 20 partidos y anotó cinco goles en la categoría Sub-16. El siguiente año disputó 26 partidos y anotó dos goles en la misma categoría oriental. En el ascenso del ídolo del pueblo a la Serie B, disputó 13 partidos. En el Campeonato de Serie B del año 2013, jugó 31 partidos siendo el juvenil del cuadro oriental con más minutos en cancha. El 2015 disputó 18 partidos cuando Aucas regresó a jugar en Serie A de Ecuador. En este año solo ha cumplido 2 partidos de la Primera Etapa del Campeonato de Balompié Ecuatoriano, por lo que se encontraba recuperándose de una fractura del quinto metatarsiano de su pie derecho que sufrió tras enfrentar a River Ecuador el pasado 13 de febrero. Su regreso a las canchas se dio, el 11 de agosto cuando el equipo ex petrolero disputaba su regreso a torneos internacionales, cuando enfrentaba al equipo peruano Real Garcilaso, después de 7 largos meses de su lesión.
Con la llegada de Armando Osma al equipo oriental, Suárez ha disputado 16 partidos de la Segunda Etapa del Campeonato de Balompié Ecuatoriano, de los cuales se ha ido afianzando en el rol titular y así ha ido tomando la confianza del cuerpo técnico, partido tras partido.
El 4 de noviembre del 2016 tras jugar contra uno de los equipos del astillero, le volvió a pasar una mala jugada por lo que el jugador, salió lesionado del campo de juego. Por el momento se espera los resultados de los exámenes realizados para ver, que tiempo tiene el jugador de para. 
El año 2017 inició jugando como titular en el cuadro Oriental, pero no se logró seguir afianzándose ya que tuvo que someterse a una operación en su pie derecho, lesión la cual lo mantuvo fuera de canchas dos meses, y de ahí no logró ser tomado en cuenta por el técnico. En este año se logró subir a la ansiosa serie de privilegio la Serie A del Fútbol Profesional, quedando como Vice - campeón del Torneo Serie B del Fútbol Ecuatoriano.

### Cumbayá
En la temporada 2022 vuelve a vestir los colores del recién ascendido a la Serie A, el Cumbayá Fútbol Club de Quito.

## Selección nacional

### Categorías inferiores
El zaguero fue convocado a un microciclo sub-18, donde fue partícipe de los Juegos Bolivarianos en Perú donde pudo jugar 5 de 6 partidos desarrollados en el vecino país. Así mismo consiguió medalla de plata en los Juegos Bolivarianos con la Mini Tri. También fue parte de la selección que disputó el Torneo Internacional COTIF 2014 Alcudia, donde marcó su primer gol ante Valencia Fútbol Club. Finalmamente participó en el Campeonato Sudamericano Sub-20 que se llevó a cabo en Uruguay.

#### Participaciones en Sudamericanos
| Campeonato                  | Sede    | Resultado    | Partidos | Goles |
| --------------------------- | ------- | ------------ | -------- | ----- |
| Sudamericano Sub-20 de 2015 | Uruguay | Primera fase | 3        | 0     |

## Estadísticas

### Clubes
Actualizado al último partido disputado el 30 de noviembre de 2024.
| Club                    | Div.          | Temporada     | Liga  | Liga  | Copas nacionales | Copas nacionales | Copas internacionales | Copas internacionales | Total | Total |
| Club                    | Div.          | Temporada     | Part. | Goles | Part.            | Goles            | Part.                 | Goles                 | Part. | Goles |
| ----------------------- | ------------- | ------------- | ----- | ----- | ---------------- | ---------------- | --------------------- | --------------------- | ----- | ----- |
| S. D. Aucas · Ecuador   | 3.ª           | 2012          | 13    | 0     | —                | —                | —                     | —                     | 13    | 0     |
| S. D. Aucas · Ecuador   | 2.ª           | 2013          | 31    | 0     | —                | —                | —                     | —                     | 31    | 0     |
| S. D. Aucas · Ecuador   | 1.ª           | 2015          | 18    | 1     | —                | —                | —                     | —                     | 18    | 1     |
| S. D. Aucas · Ecuador   | 1.ª           | 2016          | 18    | 0     | —                | —                | 1                     | 0                     | 19    | 0     |
| S. D. Aucas · Ecuador   | 2.ª           | 2017          | 4     | 0     | —                | —                | —                     | —                     | 4     | 0     |
| S. D. Aucas · Ecuador   | Total club    | Total club    | 84    | 1     | 0                | 0                | 1                     | 0                     | 85    | 1     |
| Cumbayá F. C. · Ecuador | 3.ª           | 2018          | 25    | 3     | —                | —                | —                     | —                     | 25    | 3     |
| Cumbayá F. C. · Ecuador | 3.ª           | 2019          | 10    | 0     | —                | —                | —                     | —                     | 10    | 0     |
| Unibolívar · Ecuador    | 3.ª           | 2020          | 8     | 0     | —                | —                | —                     | —                     | 8     | 0     |
| Unibolívar · Ecuador    | 3.ª           | 2021          | 13    | 0     | —                | —                | —                     | —                     | 13    | 0     |
| Unibolívar · Ecuador    | Total club    | Total club    | 21    | 0     | 0                | 0                | 0                     | 0                     | 21    | 0     |
| Cumbayá F. C. · Ecuador | 1.ª           | 2022          | 29    | 0     | 1                | 1                | —                     | —                     | 30    | 1     |
| Cumbayá F. C. · Ecuador | 1.ª           | 2023          | 26    | 1     | —                | —                | —                     | —                     | 26    | 1     |
| Cumbayá F. C. · Ecuador | 1.ª           | 2024          | 26    | 0     | 0                | 0                | —                     | —                     | 26    | 0     |
| Cumbayá F. C. · Ecuador | Total club    | Total club    | 116   | 4     | 1                | 1                | 0                     | 0                     | 117   | 5     |
| Total carrera           | Total carrera | Total carrera | 221   | 5     | 1                | 1                | 1                     | 0                     | 223   | 6     |
| 1. 2.                   |               |               |       |       |                  |                  |                       |                       |       |       |

## Palmarés

### Campeonatos provinciales
| Título                         | Club          | Año  |
| ------------------------------ | ------------- | ---- |
| Segunda Categoría de Pichincha | S. D. Aucas   | 2012 |
| Segunda Categoría de Pichincha | Cumbayá F. C. | 2019 |
| Segunda Categoría de Bolívar   | Unibolívar    | 2020 |
| Segunda Categoría de Bolívar   | Unibolívar    | 2021 |

### Campeonatos nacionales
| Título                       | Club        | Año  |
| ---------------------------- | ----------- | ---- |
| Segunda Categoría de Ecuador | S. D. Aucas | 2012 |